# 보덕동
보덕동(普德洞, Bodeok-dong)은 경상북도 경주시의 행정동이다. 법정동인 천군동, 신평동, 북군동, 손곡동, 덕동, 황용동, 암곡동이 관할하고 있다. 국도 제4호선(경감로)과 보문로, 보덕로가 연결되는 교통의 중심지이다.
보문관광단지를 중심으로 다양한 관광시설과 호텔, 리조트가 산재해있다.

## 연혁
- 1914년 4월 1일에 경주군 내동면 천군리
- 1955년 1월 1일에 경주군 덕동 출장소에 편입
- 1955년 9월 1일에 경주시가 승격되면서 덕동 지역은 천군2동으로 개편.
- 1973년 7월 1일에 천군2동이 구정동,시래동과 함께 정래동으로 운영. 천군1동은 천군동으로 개칭.
- 1975년 10월 1일에 월성군 천북면 북군리 손곡리 전성이 경주시로 편입되어 천군동으로 운영.
- 1986년 5월 1일에 천군1동이 편입되고 암곡동과 덕동, 황용동과 덕황동이 편입되면서 보덕동으로 개칭함.

## 법정동
- 신평동(薪坪洞)
- 손곡동(蓀谷洞)
- 북군동(北軍洞)
- 천군동(千軍洞): 보덕동 행정복지센터 소재지
- 덕동(德洞)
- 황용동(黃龍洞)
- 암곡동(暗谷洞)

## 주요 시설
- 보덕119안전센터
- 경주경찰서 보문치안센터
- 경북관광개발공사
- 경북관광협회(경북관광홍보관)
- 보문우체국
- 경주화백컨벤션센터

## 교육
- 서라벌초등학교

## 명소
- 보문관광단지
  - 보문호
  - 경주월드
  - 신라밀레니엄파크
  - 경주세계문화엑스포
  - 명활산성

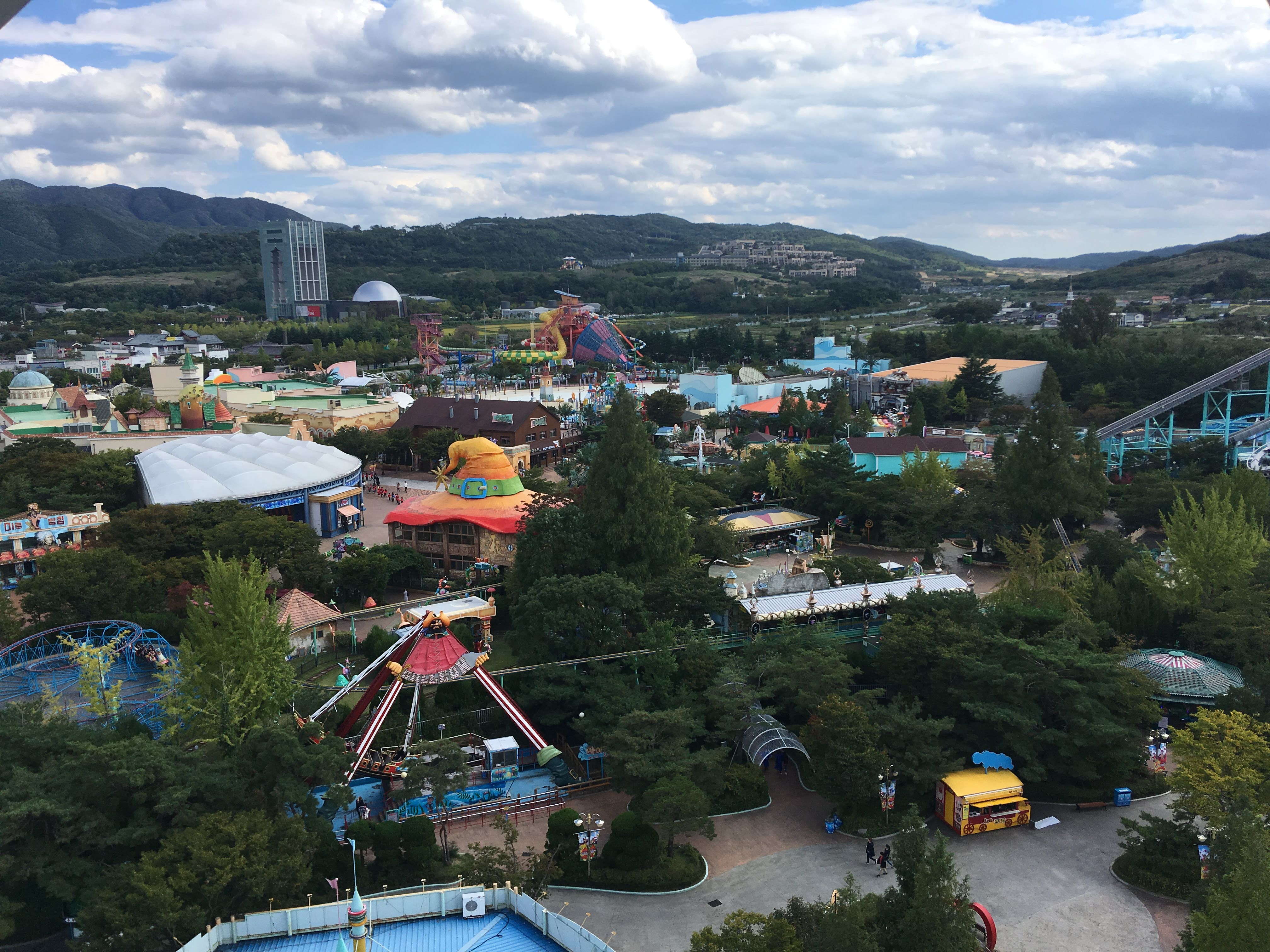
보문콜로세움 : 로마의 콜로세움을 모티브로 만든 상업 건물로, 사진찍기 좋은 명소로 알려져있다.
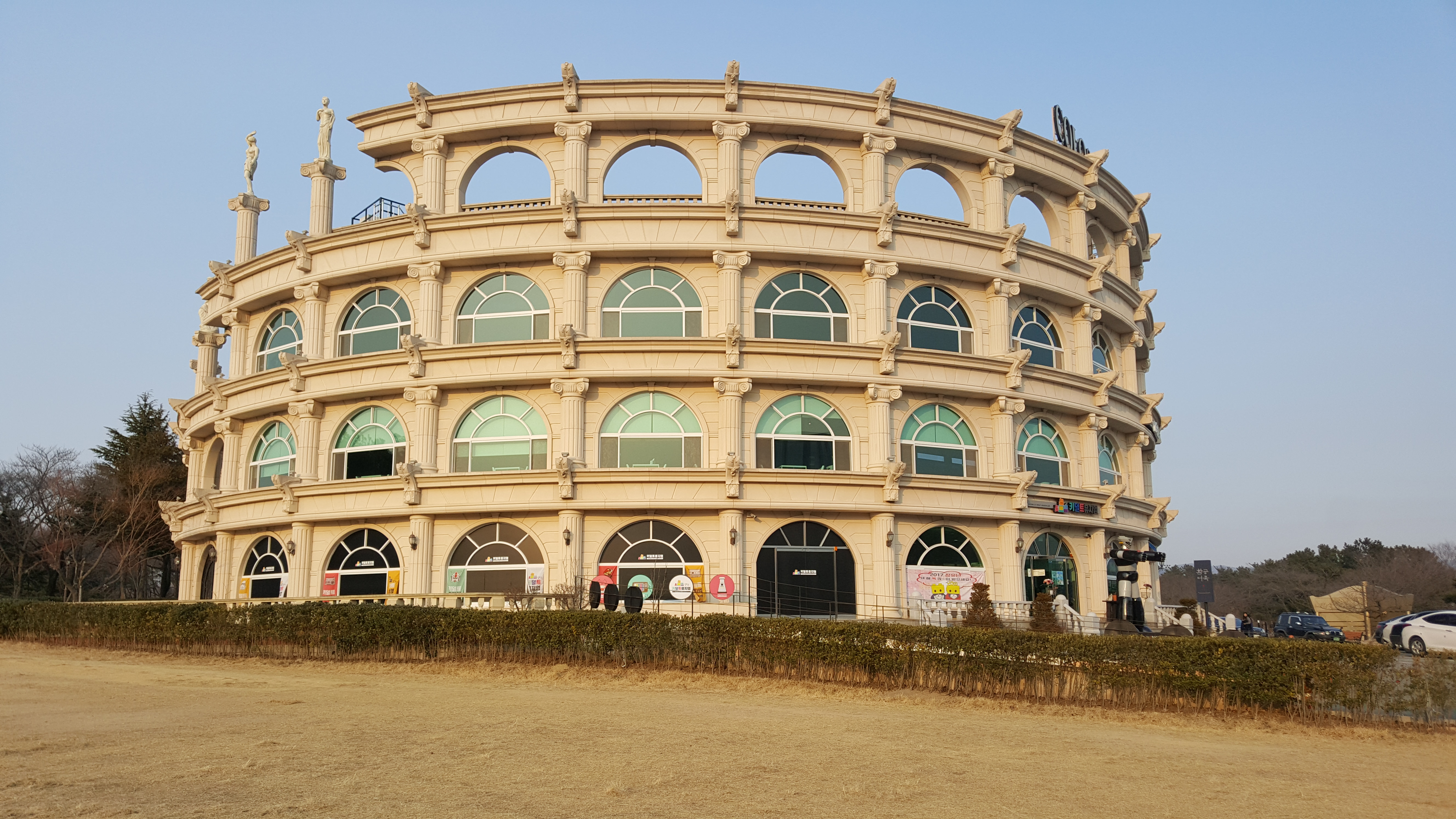
보문콜로세움
  - 경주키덜트뮤지엄
  - 경주세계자동차박물관
  - 사랑공원
- 무장사지 삼층석탑
- 경주 천군동 동·서 삼층석탑
- 경주 천군동 사지
- 황용사

- 경주월드
- 보문콜로세움

## 숙박
- 소노벨 경주
- 라한셀렉트 경주
- 블루원 리조트

## 간선 도로
| 구분 | 도로 이름 |
| ---- | --- |
| 로   | 경감로 (국도 제4호선), 보덕로, 보문로, 보불로, 보정로, 엑스포로, 천북남로, 천군로 |
| 길   | 덕동1길, 덕동길, 북군1길, 북군2길, 북군3길, 북군4길, 북군길, 서낭길, 손곡1길, 손곡2길, 손곡3길, 시부걸길, 아동1길, 아동2길, 아동3길, 암곡1길, 암곡2길, 암곡2길, 암곡3길, 암곡4길, 암곡5길, 암곡6길, 절골길, 절골안길, 천군1길, 천군2길, 천군3길, 천군4길, 추원길, 하리길 |

## 같이 보기
- 경주시의 행정 구역
- 대한민국의 행정 구역